# Flagge der Vojvodina

Flagge der Vojvodina

Traditionelle Flagge der Vojvodina

Die Flagge der autonomen Provinz Vojvodina im Norden Serbiens ist dreifarbig und quergestreift. Sie ist auch farblich an die serbische Flagge angelehnt, doch ist der blaue Streifen in der Mitte um ein Vielfaches breiter als der rote oben und der weiße unten. Zusätzlich sind in der Mitte der Flagge, auf dem blauen Streifen, drei gelbe, fünfzackige Sterne angebracht. Sie sind in einem Dreieck angeordnet – zwei Sterne bilden die Basis – und sollen für die drei Teile der Vojvodina stehen: Bačka, Banat und Srem. Zudem sollen sie das Bestreben der Bürger der Vojvodina der Europäischen Union anzugehören symbolisieren.
Die Flagge wurde in der Parlamentssitzung der autonomen Provinz Vojvodina am 27. Februar 2004 offiziell zur Provinzflagge erklärt.

## Historische Flaggen

Flagge der „Serbischen Vojvodina“, 1848.
Flagge der SAP Vojvodina.

## Vorschläge

Vorschlag aus den 1990ern, heute inoffizielle Flagge und Parteiflagge der LSV.
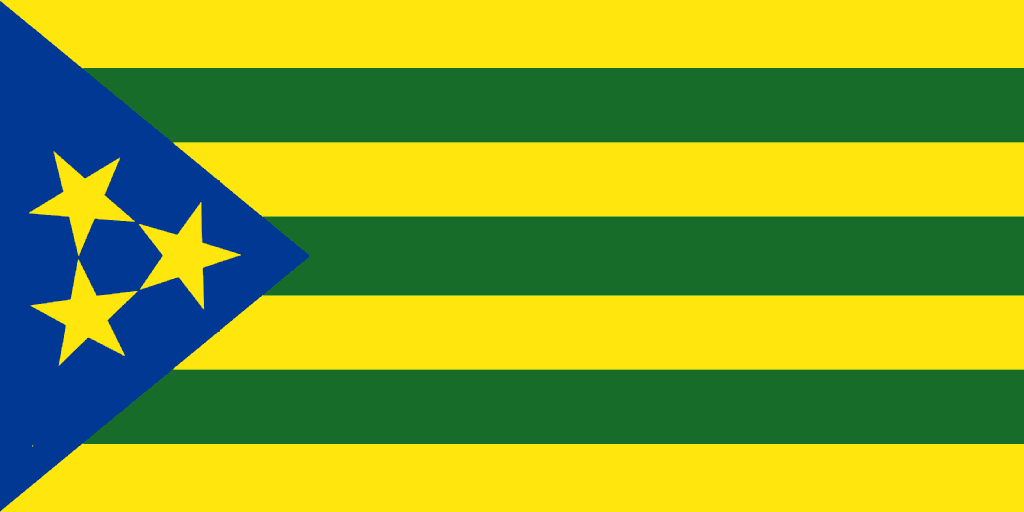
„Nationalflagge der Vojvodiner“, Vorschlag der separatistischen „Vojvodiner Partei“. Erinnert an die katalanische Estelada.